# Małopole
Małopole – wieś w Polsce położona w województwie mazowieckim, w powiecie wołomińskim, w gminie Dąbrówka.  Ma status sołectwa.
Do 1948 miejscowość była najliczniejszą wsią w gminie Małopole, lecz siedzibą władz gminy była Dąbrówka.  Nazwę gminy zmieniono od 1949 na obecną – gmina Dąbrówka. W latach 1975–1998 administracyjnie należała do województwa ostrołęckiego. 
W XIX wieku właścicielem dóbr Małopole był sędzia pokoju powiatu lipnowskiego, Czapski, którego nagrobek znajduje się na cmentarzu w Dąbrówce (obok grobu matki Norwida).
W latach powojennych, w wyniku kolektywizacji rolnictwa, z ziemi zabranych indywidualnym rolnikom we wsi utworzono spółdzielnię, która wkrótce upadła. Dokładny opis gminy małopolskiej w końcu XIX wieku znajduje się w książce Leona Bokiewicza pt. Opis powiatu radzymińskiego, Warszawa 1872 r.
Wierni Kościoła rzymskokatolickiego należą do parafii Podwyższenia Krzyża Świętego w Dąbrówce.